# Saujac
Saujac é uma comuna francesa na região administrativa de Occitânia, no departamento de Aveyron. Estende-se por uma área de 12,23 km². Em 2010 a comuna tinha 126 habitantes (densidade: 10,3 hab./km²).